# Manuel Romero
Manuel Romero (Buenos Aires, 21 settembre 1891 – Buenos Aires, 3 ottobre 1954) è stato un regista cinematografico e sceneggiatore argentino.

## Filmografia parziale
- La pura verdad (1931)
- La muchachada de a bordo (1936)
- Radio Bar (1936)
- La muchacha del circo (1937)
- Tre filibustieri a Parigi (Tres anclados en París) (1938)
- La bionda della strada (La rubia del camino) (1938)
- La vida es un tango (1939)
- Cercasi moglie (Divorcio en Montevideo) (1939)
- Una luz en la ventana (1942)
- La historia del tango (1949)
- Valentina (1950)
- El hincha (1951)